# Ланкастрія (лайнер)
ЇВК (Її Величності корабель) Ланкастрія (англ. RMS Lancastria, пізніше англ. HMT Lancastria) — британський океанський лайнер (Cunard), що виконував пасажирські рейси між Ліверпулем і Нью-Йорком, а також круїзні подорожі. З початком Другої світової війни його було реквізовано урядом, після чого він використовувався як військовий транспортний лайнер. Корабель затонув 17 червня 1940 року. Загинуло 1 738–6 500 людей (за різними даними).

## Історія
Лайнер «Ланкастрія» спущений на воду в Клайді (Шотландія) у 1920 році (William Beardmore і компанія з Глазго) під назвою «Тірренія» для дочірньої компанії Cunard. Вага лайнера — 162 43 тонни, довжина — 176 м. Міг перевозити 1 300—2 200 пасажирів (за різними даними) у трьох класах. Він зробив свій перший рейс Глазго-Квебек-Монреаль 19 червня 1922 року
Цей корабель було переобладнано на два класи і перейменовано на «Ланкастрія» у 1924 році. Основною причиною перейменування було те, що пасажири не могли правильно вимовляти назву «Тірренія». Він плавав за маршрутом з Ліверпулю в Нью-Йорк до 1932 року, а потім використовувався як круїзний корабель у Середземному морі і Північній Європі.
10 жовтня 1932 року лайнер «Ланкастрія» врятував екіпаж бельгійського вантажного судна Scheldestad, що тонув у Біскайській затоці
У 1934 році перевозив католицьких скаутів-паломників з Ірландії в Рим
У квітні 1940 року лайнер «Ланкастрія» було реквізовано урядом, після чого він став транспортом Її величності «Ланкастрія» (HMT Lancastria). У цій ролі він був вперше використаний при евакуації військ з Норвегії під час операції «Алфабет».

## Потоплення
Військове транспортне судно «Ланкастрія» було потоплене біля французького порту Сен-Назер, беручи участь в операції «Аріель» при евакуації британських громадян і військ із Франції, через два тижні після завершення Дюнкерської битви.
Після малого ремонту корабель залишив Ліверпуль 14 червня під командуванням капітана Рудольфа Шарпа (Sharp) (народився 27 жовтня 1885 року) і прибув до гирла річки Луари 16 червня. Став на якір в 11 милях (9 км) на північний захід від Сен-Назер. До середини дня 17 червня військове транспортне судно «Ланкастрія» прийняло невідому кількість (від 4 000 до 9 000 чол.) цивільних біженців (співробітників посольства і Fairey авіації (Бельгія)) і військових. Офіційно на кораблі було 2 200 місць (в тому числі і для 375 чоловік екіпажу) Вважається, що капітану Шарпу було доручено Королівським військово-морським флотом завантажити стільки людей скільки можливо, без врахування обмежень, встановлених відповідно до міжнародних норм.
Станом на 17 червня 1940 року, в 13:50, під час повітряного нальоту, поблизу Oronsay і 20 000-тонного лайнера Orient, впала німецька бомба, новий наліт почався до 16 години. Вважається що «Ланкастрію» бомбили в 15:48 з німецького літака Junkers 88 і судно отримало три прямих влучення, що спричинило крен лайнера на правий борт і перекидання. Затонув корабель через двадцять хвилин. Більше 1 400 тонн мазуту витекло в море, відбулося часткове займання лайнера (можливо спричинене обстрілом). Багато людей потонули, зокрема через розлив мазуту і обстріли. Врятовані були прийняті на борт траулера Кембріджшир (900 чоловік), корабель Oronsay, пошкоджений лайнер Orient Line та на інші судна місцевих рибалок. Загалом вижили 2 477 чоловік, з яких близько 100 були ще живі в 2011 році..
Більшість сімей загиблих знали тільки те, що вони загинули в лавах британських експедиційних сил (БЕС). Число загиблих становить приблизно третину усіх втрат БЕС у Франції.
Лайнер затонув в точці приблизно 5 км на південь від Chémoulin і приблизно 9 км від Сен-Назер. Офіційно жертвами потоплення лайнера «Ланкастрія» є 1 738 людей. Британський уряд засекретив інформацію про потоплення «Ланкастрії», ймовірно, щоб через величезні втрати людей не пригнічувати громадян звісткою про трагедію. Але таємниця частково була розкрита в Сполучених Штатах газетою New York Times 25 липня, а у Великій Британії The Scotsman 26 липня 1940 року. Більш ніж за п'ять тижнів після інциденту інші британські газети повідомляли про цю історію, в тому числі Daily Herald (від 26 липня), в якій подавалася ця подія на першій сторінці. В Sunday Express від 4 серпня було подано фотографію перекинутого лайнера, його перевернутого корпусу, під заголовком «Останні миті найбільшої морської трагедії усіх часів». Але повна історія потоплення «Ланкастрії» так і не була опублікована, бо британський уряд видав розпорядження зобов'язати усіх, що залишилися в живих й екіпажі кораблів, які прийшли на допомогу не обговорювати катастрофу під страхом про розголошення на передачу справи до трибуналу.
Також британський уряд відмовилося проголосити місце потоплення військовою могилою й відповідно охоронною зоною хоча законодавство дозволяло це зробити. На початку ХХІ століття французький уряд створив зону відчуження навколо місця аварії.
У липні 2007 року запит шотландської Ланкастер-асоціації для доступу до документів, пов'язаних з потопленням лайнера, що належать Міністерству оборони, був відхилений британським урядом. У 2009 році вони були проінформовані про те, що доступ до цих документів є закритим на 100 років, і що Закон про свободу інформації не розповсюджується на цей випадок, бо:
- Розділ 36; може бути перешкодою для ефективного ведення державних справ
- Розділ 40 (2);. містить особисту інформацію
- Розділ 40 (3);. Оприлюднення буде суперечити статті 10 Data Protection Act 1998: обіг даних може викликати ушкодження або лихо
- Розділ 41; поставляється в довіру
- Розділ 44; звільняються від розкриття інформації відповідно до Закон про права людини від 1998 року.

Капітан лайнера Рудольф Шарп пережив загибель і продовжував командувати кораблем Лаконія. Загинув 12 вересня 1942 року, коли його корабель був торпедований і затонув біля Західної Африки.

## Пам'ять

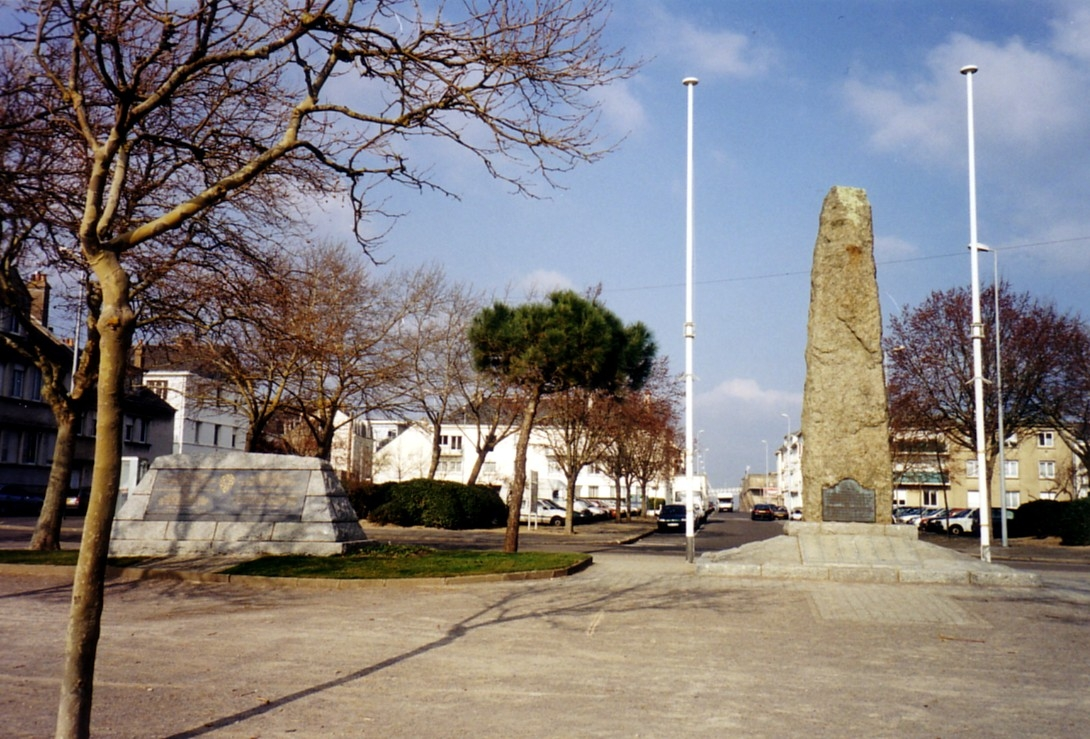
Сен-Назер. HMT Lancastria Меморіал зліва

На даний час зареєстровано 1 816 поховань (з них більше 400 у Франції) загиблих при потоплені лайнера «Ланкастрія» Після війни мером Петро Петі був створений фонд допомоги потерпілим і сім'ям загиблих на «Ланкастрії», але діяльність фонду припинилося після його смерті в 1969 році. Зазнавши  реформування, подібна організація відродилася в 1981 році з назвою «Асоціація корабля Ланкастрія», котра продовжувала традиції спільних поминань в церкві Св. Катерини в Лондоні, де є пам'ятник у вигляді віконних вітражів. У 2010 році «Асоціація корабля Ланкастрії» була ліквідована.
В Шотландії була також окрема організація (утворена в 2005 році), котра поминала жертв потоплення «Ланкастрії» і проводила своє щорічне поминання жертв потоплення в церкві Св. Андрія і Георгія в Единбургу. Нею був споруджений пам'ятник на набережній в Сен-Назер (Франція), відкритий 17 червня 1988 року, На ньому є напис «Гордій пам'яті про більш ніж 4000 загиблих і в подяку мешканцям Сен-Назер і прилеглих до нього районів, які врятували тоді багато людей, як правило поранених і за вчинення християнського поховання загиблих». Пам'ять про трагедію «Ланкастрії» представлена в Національному меморіалі Дендрарію в Стаффордширу.
Шотландська асоціація «Ланкастрії» почала в 2005 році кампанію забезпечення більш широкого поминання загиблих людей на борту «Ланкастрії» і стійкості тих хто вижив в той день. Вона клопотала на Даунінг-стріт про визнання військовим похованням місце потоплення лайнера, але британський уряд відмовився, пояснюючи це тим що це місце знаходиться в межах французьких територіальних вод і, отже, не підпадає під юрисдикцію Великої Британії.
Кампанія отримала підтримку від депутатів Палати лордів, членів Європарламенту й громадських об'єднань з усіх боків, але Міноборони стверджував, що таке визнання було би чисто символічним і незначним актом. Хоча у 2006 році місце потоплення 14 суден у Ютландській битві було визнане військовими похованням; .. Асоціація «Ланкастрії» звернулася в 2007 році з клопотанням, цього разу до шотландського парламенту, закликаючи встановити спеціальну пам'ятну медаль для нагородження усіх тих, хто був на борту лайнера в той день. Активісти вважають, що це буде означати, нарешті, офіційне визнання того, що як і раніше залишається «забутою трагедією». У лютому 2008 року шотландський уряд дав згоду на це звернення. Ця Асоціація також проводила збір коштів на створення великого меморіалу жертвам «Ланкастрії», який має бути зведений на місці, де судно було побудовано. У жовтні 2010 року місцева Рада затвердила заяву на планування встановлення меморіалу.
У червні 2010 року поминалося 70-річчя потоплення в Единбургу і Сен-Назер. Канадська рок-група виконала поминальну пісню про цю трагедію, котра увійшла в їх альбом випущений в 1994 році.

## Офіційне визнання шотландським урядом
12 червня 2008 року на церемонії в шотландському парламенті, Перший міністр Шотландії Алекс Салмонд представив першу партію медалей для тих, хто вижив і родичів жертв потоплення «Ланкастрії». Пам'ятна медаль представляє офіційне визнання шотландського уряду цієї катастрофи. 150 тих, хто вижив і родичів загиблих, що зібралися з усієї Великої Британії та Ірландії на цю історичну подію. Медаль була розроблена Марком Херстом, онуком Уолтера Херста, який вижив. Напис на задній стороні медалі говорить: «На знак визнання 4000 жертв в найбільшій морській катастрофі Британії і стійкості тих, хто вижив — ми будемо пам'ятати про них». Спереду медалі зображена «Ланкастрія» з текстом: «Ланкастрія — 17 червня 1940 року» Медальна стрічка має сірий фон з червоною і чорною смугою по центру, котрі представляють корабель кольорами військового морського флоту. Сотні медалей були видані потерпілим і родичам по усьому світу. Родичі загиблих також мають право претендувати на медаль, якщо вони можуть надати докази, що їх родич був на борту корабля. Близько 400 шотландців були серед убитих, коли «Ланкастрія» був потоплений.
Міністерство оборони, як і раніше відмовляється офіційно вшанувати пам'ять жертв «Ланкастрії» й тих, хто вижив. Тому шотландський уряд вирішив діяти самостійно наголошуючи у світі на унікальності цієї трагедії.
Шотландська Асоціація підтримує найбільший онлайн-архів матеріалів про «Ланкастрію». Сайт отримав понад 250.000 переглядів в 2007 році.
В грудні 2007 року, після обговорення в шотландському парламенті, уряд заявив, що проведе переговори з британським урядом, з метою спробувати переконати їх ввести пам'ятну медаль, як символ офіційного визнання і підтвердження для всіх тих, хто був на борту «Ланкастрії». Але міністерство оборони відкинуло цю пропозицію в січні 2008 року.